# Alien Dead

Alien Dead este un film de groază științifico-fantastic din 1980 regizat și produs de Fred Olen Ray. Scenariul este scris de regizor împreună cu Martin Nicholas. Este ultimul film în care apare actorul american Buster Crabbe.

## Povestea
Un meteorit lovește o barcă aflată în mlaștina din apropierea unui oraș, făcând ca oamenii de pe barcă să se transforme în zombi. Zombii se hrănesc cu aligatorii din mlaștină și atunci când nu mai găsesc aligatori încep să mănânce oamenii din oraș. În momentul în care oamenii încep să dispară, un om de știință local încearcă să afle ce se întâmplă și cum îi poate opri pe zombi să mai ucidă alte persoane.

## Distribuție
- Buster Crabbe este Șeriful Kowalski
- Raymond Roberts este Tom Corman (titrat ca Ray Roberts)
- Linda Lewis este Shawn Michaels
- George Kelsey este Emmet Michaels
- Mike Bonavia este Miller Haze
- Dennis Underwood este Ajutorul de șerif Campbell
- John Leinier este Paisley
- Rich Vogan este Krelboin
- Martin Nicholas este Doc Ellerbee (titrat ca Martin Alan Nicholas)
- Norman Riggins este Mr. Griffith
- Nancy Kranz este Mrs. Griffith
- Shelley Youngren este Soția furioasă